# Grammy al millor àlbum de R&B
El premi Grammy al millor àlbum de R&B (Grammy Award for Best R&B Album) és entregat per The Recording Academy (oficialment, National Academy of Recording Arts and Sciences) dels Estats Units des de 1995 a artistes d'enregistraments per a obres de qualitat en àlbums del gènere rhythm and blues per a "honorar la consecució artística, competència tècnica i excel·lència general en la indústria discogràfica, sense tenir en consideració les vendes d'àlbums o la posició a les llistes".
Segons la guia de descripció de la categoria dels 54ns Premis Grammy, el premi està reservat a àlbums "que continguin com a mínim el 51% de temps de reproducció de noves pistes vocals de R&B contemporani", que també poden "incorporar elements de producció que es troben a la música rap". Els destinataris dels premis inclouen els productors, enginyers de so i/o mescladors associats a l'obra candidata, a més dels artistes de gravació. El 2003, el premi Grammy al millor àlbum de R&B es va dividir en dues categories: el Best Contemporary R&B Album ("Millor àlbum de R&B contemporani") és per a discos de llarga durada (LPs) de R&B que compten amb estil modern de hip-hop, mentre que el Grammy al millor àlbum de R&B és per als LPs de R&B més tradicionals i menys electrònics. A partir del 2012, aquesta categoria també va incloure gravacions que anteriorment entraven en la categoria de Millor àlbum de R&B contemporani, que es suspendria el 2012 com a part d'una revisió important de les categories de Grammy.
Alicia Keys és la principal guanyadora d'aquesta categoria, amb tres premis; tant el grup TLC com els cantants John Legend i D'Angelo l'han guanyat en dues ocasions. Mary J. Blige, en canvi, té el rècord de més nominacions: cinc en total.

## Guardonats

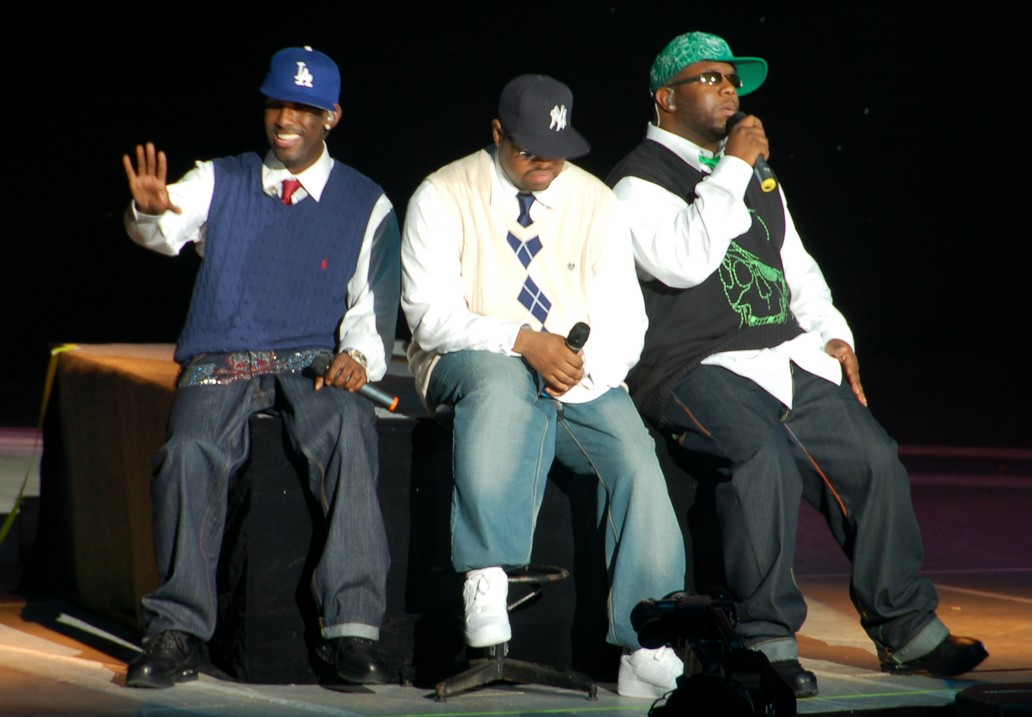
Boyz II Men van ser els primers premiats en els Grammy al millor àlbum de R&B de 1995.

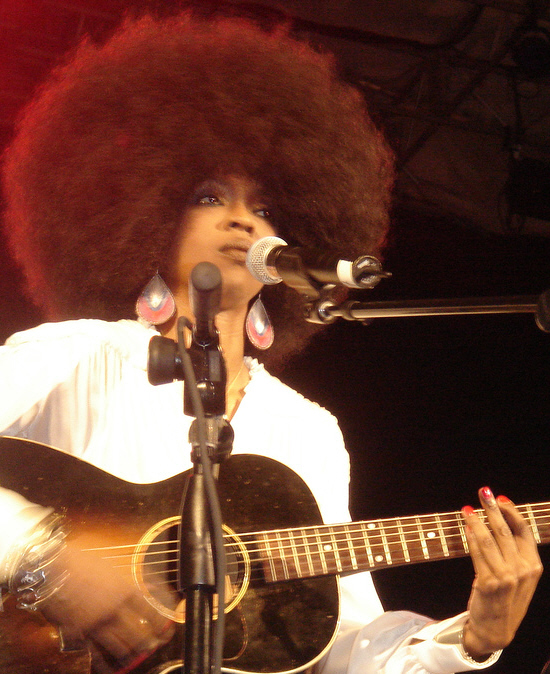
Lauryn Hill va guanyar el Grammy al millor àlbum de R&B i també el Grammy a l'àlbum de l'any per The Miseducation of Lauryn Hill.

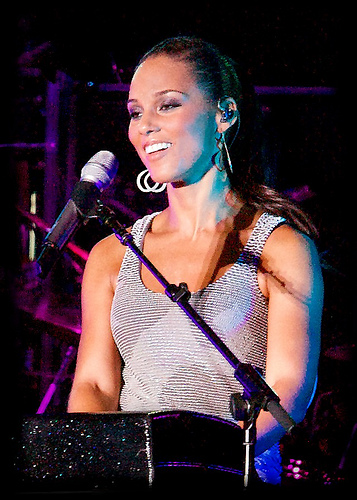
Alicia Keys, la guanyadora el 2002, 2005 i 2014.

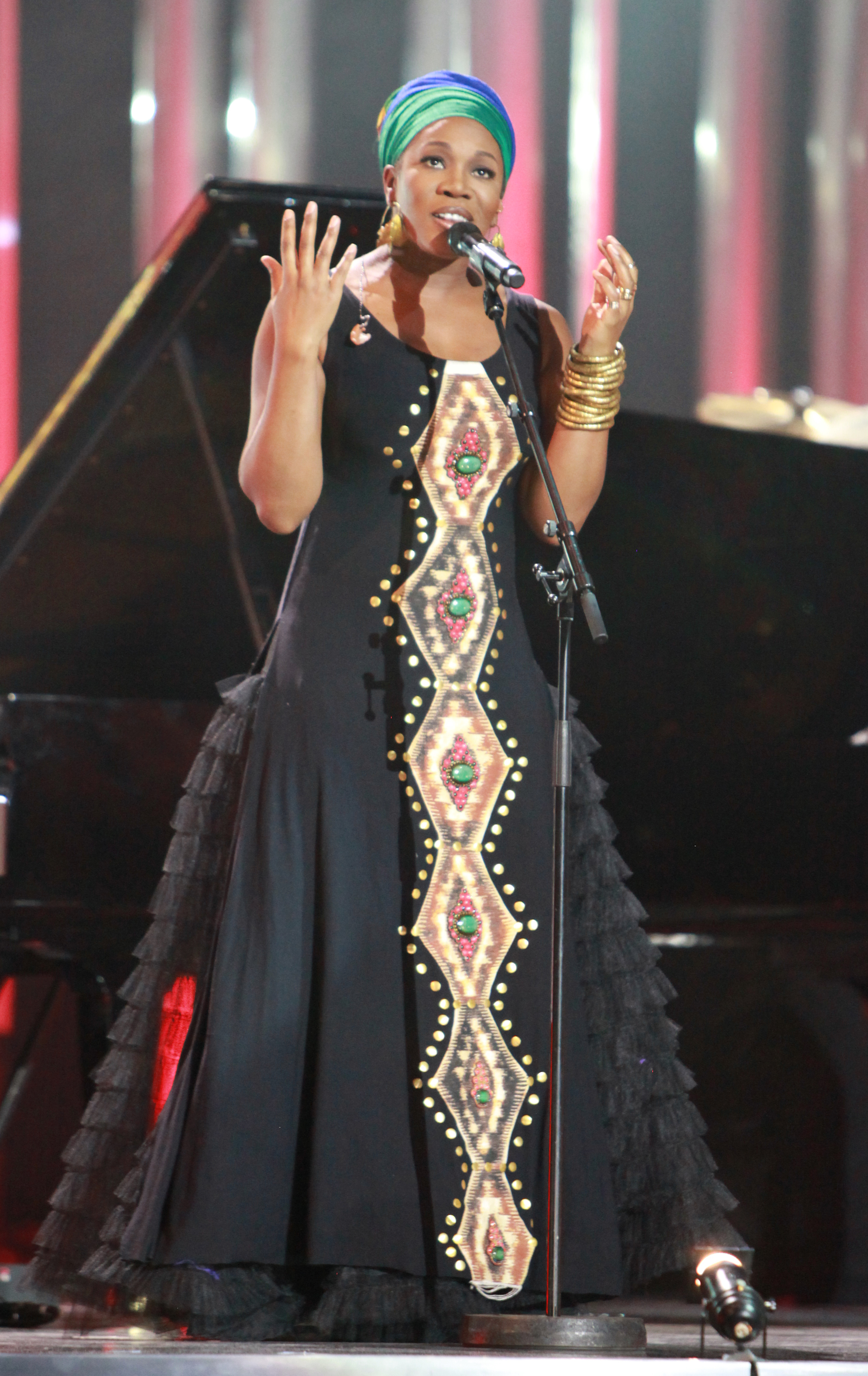
India.Arie, nominada en tres ocasions i guanyadora el 2003.

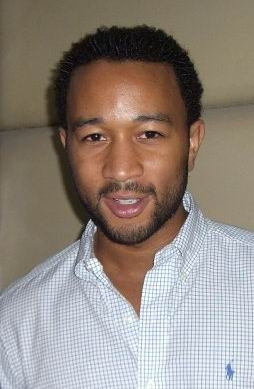
John Legend ha obtingut deu premis Grammy al llarg de la seva carrera.

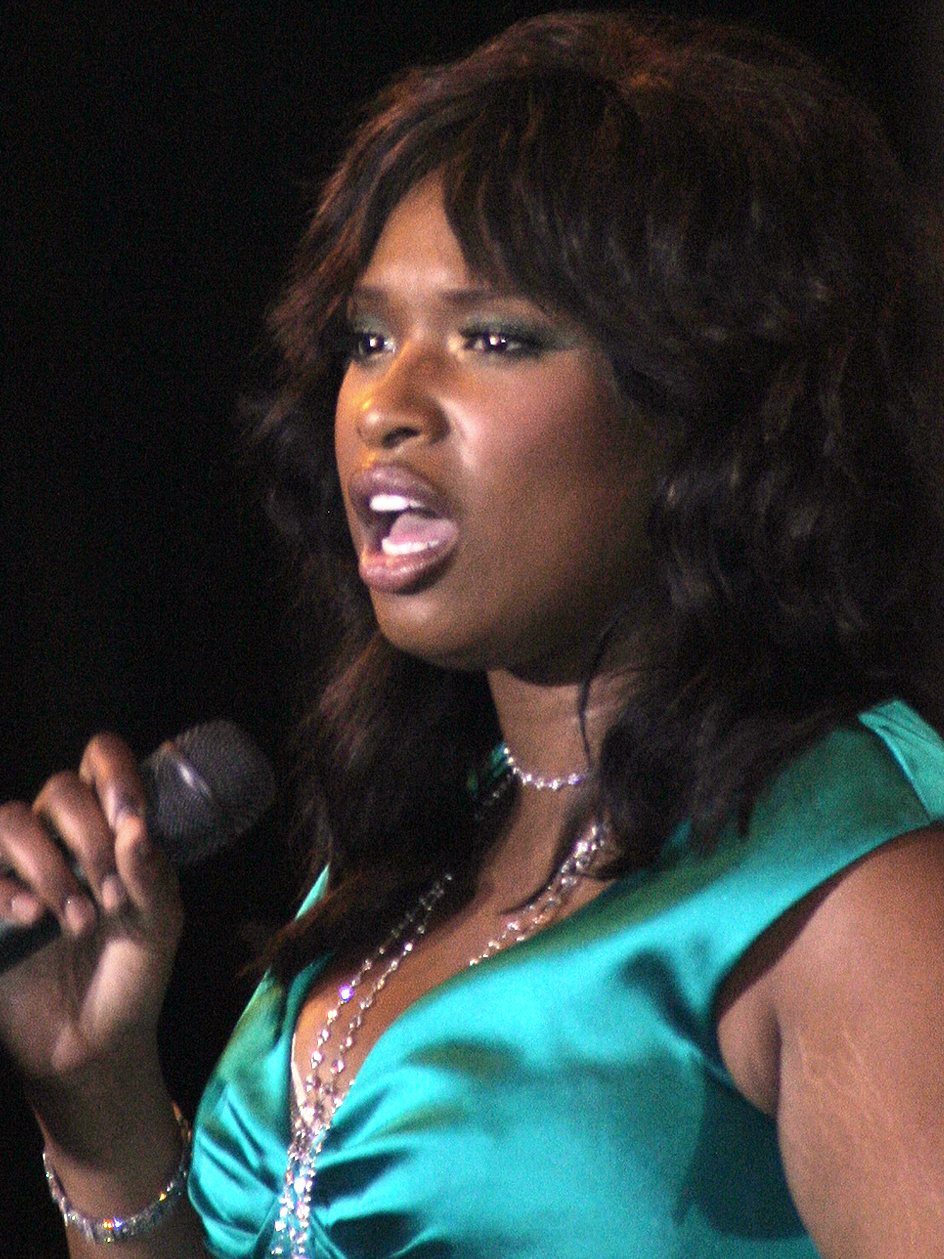
Jennifer Hudson, guanyadora l'any 2009.

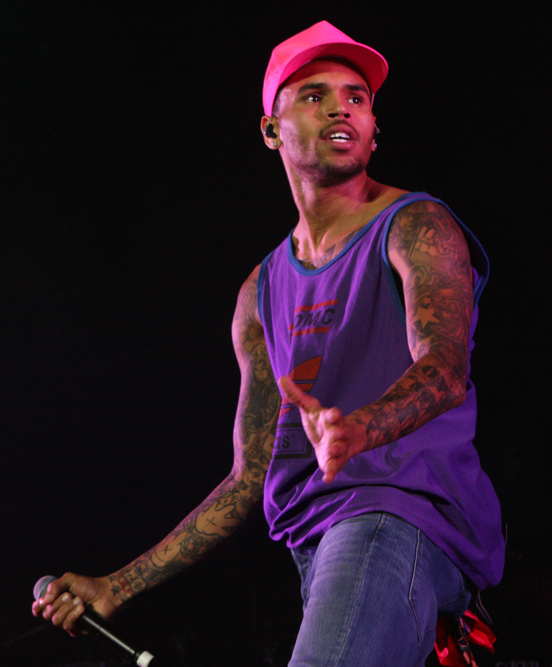
Chris Brown, guanyador l'any 2012.

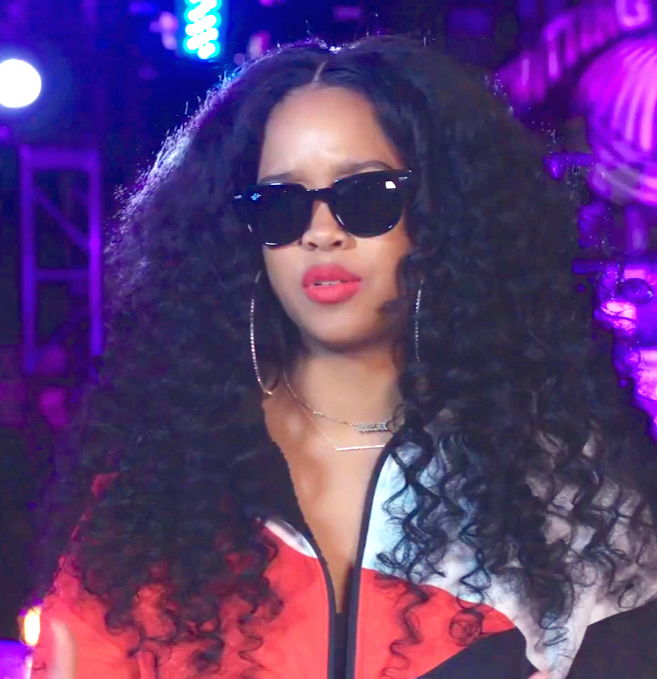
H.E.R. va ser la guanyadora l'any 2019, amb el seu àlbum homònim.

### Dècada del 1990
| Any  | Intèrpret(s) | Obra                            | Nominats | Ref.  |
| ---- | ------------ | ------------------------------- | --- | ----- |
| 1995 | Boyz II Men  | II                              | - Anita Baker – Rhythm of Love - Tevin Campbell – I'm Ready - Gladys Knight – Just for You - Me'Shell NdegéOcello – Plantation Lullabies - Luther Vandross – Songs         | [ 4 ] |
| 1996 | TLC          | CrazySexyCool                   | - Mary J. Blige – My Life - D'Angelo – Brown Sugar - Prince – The Gold Experience - Barry White – The Icon Is Love                                                         | [ 5 ] |
| 1997 | Tony Rich    | Words                           | - Oleta Adams – Moving On - Maxwell – Maxwell's Urban Hang Suite - Curtis Mayfield – New World Order - Me'Shell NdegéOcello – Peace Beyond Passion                         | [ 6 ] |
| 1998 | Erykah Badu  | Baduizm                         | - Babyface – The Day - Mary J. Blige – Share My World - Boyz II Men – Evolution - Patti LaBelle – Flame - Whitney Houston – The Preacher's Wife: Original Soundtrack Album | [ 7 ] |
| 1999 | Lauryn Hill  | The Miseducation of Lauryn Hill | - Erykah Badu – Live - Brandy – Never Say Never - Aretha Franklin – A Rose Is Still a Rose - Maxwell – Embrya                                                              | [ 8 ] |

### Dècada del 2000
| Any  | Intèrpret(s)    | Obra                     | Nominats | Ref.   |
| ---- | --------------- | ------------------------ | --- | ------ |
| 2000 | TLC             | FanMail                  | - Mary J. Blige – Mary - Whitney Houston – My Love Is Your Love - R. Kelly – R. - Brian McKnight – Back at One                                                                     | [ 9 ]  |
| 2001 | D'Angelo        | Voodoo                   | - Boyz II Men – Nathan Michael Shawn Wanya - Toni Braxton – The Heat - Joe – My Name Is Joe - Jill Scott – Who Is Jill Scott? Words and Sounds Vol. 1 - Sisqó – Unleash the Dragon | [ 10 ] |
| 2002 | Alicia Keys     | Songs in A Minor         | - Aaliyah – Aaliyah - India.Arie – Acoustic Soul - Mary J. Blige – No More Drama - Destiny's Child – Survivor                                                                      | [ 11 ] |
| 2003 | India.Arie      | Voyage to India          | - Joe – Better Days - Musiq – Juslisen - Raphael Saadiq – Instant Vintage - Remy Shand – The Way I Feel                                                                            | [ 12 ] |
| 2004 | Luther Vandross | Dance with My Father     | - Erykah Badu – Worldwide Underground - Blu Cantrell – Bittersweet - Aretha Franklin – So Damn Happy - The Isley Brothers – Body Kiss                                              | [ 4 ]  |
| 2005 | Alicia Keys     | The Diary of Alicia Keys | - Anita Baker – My Everything - Al Green – I Can't Stop - Prince – Musicology - Jill Scott – Beautifully Human: Words and Sounds Vol. 2                                            | [ 13 ] |
| 2006 | John Legend     | Get Lifted               | - Fantasia – Free Yourself - Earth, Wind & Fire – Illumination - Alicia Keys – Unplugged - Stevie Wonder – A Time to Love                                                          | [ 14 ] |
| 2007 | Mary J. Blige   | The Breakthrough         | - Jamie Foxx – Unpredictable - India.Arie – Testimony: Vol. 1, Life & Relationship - Prince – 3121 - Lionel Richie – Coming Home                                                   | [ 15 ] |
| 2008 | Chaka Khan      | Funk This                | - Ledisi – Lost & Found - Musiq Soulchild – Luvanmusiq - Jill Scott – The Real Thing: Words and Sounds Vol. 3 - Tank – Sex, Love & Pain                                            | [ 16 ] |
| 2009 | Jennifer Hudson | Jennifer Hudson          | - Eric Benét – Love & Life - Boyz II Men – Motown: A Journey Through Hitsville USA - Al Green – Lay It Down - Raphael Saadiq – The Way I See It'                                   | [ 17 ] |

### Dècada del 2010
| Any  | Intèrpret(s)              | Obra                     | Nominats | Ref.   |
| ---- | ------------------------- | ------------------------ | --- | ------ |
| 2010 | Maxwell                   | BLACKsummers'night       | - Anthony Hamilton - The Point of It All - India Arie - Testimony: Vol. 2, Love & Politics - Ledisi - Turn Me Loose - Charlie Wilson - Uncle Charlie               | [ 18 ] |
| 2011 | John Legend and The Roots | Wake Up!                 | - Raheem DeVaughn – The Love & War MasterPeace - Fantasia – Back to Me - Jaheim – Another Round - Monica – Still Standing                                          | [ 19 ] |
| 2012 | Chris Brown               | F.A.M.E.                 | - El DeBarge – Second Chance - Ledisi – Pieces of Me - Kelly Price – Kelly - R. Kelly – Love Letter                                                                | [ 20 ] |
| 2013 | Robert Glasper Experiment | Black Radio              | - Anthony Hamilton – Back to Love - R. Kelly – Write Me Back - Tamia – Beautiful Surprise - Tyrese – Open Invitatio                                                | [ 21 ] |
| 2014 | Alicia Keys               | Girl On Fire             | - Faith Evans – R&B Divas - John Legend – Love In The Future - Chrisette Michele – Better - TGT – Three Kings                                                      | [ 22 ] |
| 2015 | Toni Braxton & Babyface   | Love, Marriage & Divorce | - Bern/hoft – Islander - Aloe Blacc – Lift Your Spirit - Robert Glasper Experiment – Black Radio 2 - Sharon Jones & The Dap-Kings – Give the People What They Want | [ 23 ] |
| 2016 | D'Angelo & The Vanguard   | Black Messiah            | - Leon Bridges – Coming Home - Andra Day – Cheers to the Fall - Jazmine Sullivan – Reality Show - Charlie Wilson – Forever Charlie                                 | [ 24 ] |
| 2017 | Lalah Hathaway            | Lalah Hathaway Live      | - BJ The Chicago Kid – In My Mind - Terrace Martin – Velvet Portraits - Mint Condition – Healing Season - Mýa – Smoove Jones                                       | [ 25 ] |
| 2018 | Bruno Mars                | 24K Magic                | - Daniel Caesar – Freudian - Ledisi – Let Love Rule - PJ Morton – Gumbo - Musiq Soulchild – Feel the Real                                                          | [ 26 ] |
| 2019 | H.E.R.                    | H.E.R.                   | - Toni Braxton – Sex and Cigarettes - Leon Bridges – Good Thing - Lalah Hathaway – Honestly - PJ Morton – Gumbo Unplugged''                                        | [ 27 ] |